# البطولات الأسترالية 1940 (كرة مضرب)
هنا قائمة بالبطولات الأسترالية لكرة المضرب, المعروفة الآن باسم أستراليا المفتوحة لسنة 1940:

## الكبار

### فردي رجال
أدريان كويست هزم  جاك كروافورد 6-3 6-1 6-2

### فردي سيدات
نانسي واين بولتون هزم  ثيلما كويني لونغ 5-7, 6-4, 6-0